# 马尔科·马里诺维奇
马尔科·马里诺维奇（1983年3月15日—），塞尔维亚男子篮球运动员，场上位置是控球后卫。他曾代表塞尔维亚和黑山国家队参加2006年国际篮联世界锦标赛。